# تائو تسوچیا
تائو تسوچیا (انگلیسی: Tao Tsuchiya؛ زادهٔ ۳ فوریهٔ ۱۹۹۵) بازیگر، مدل، رقصنده و خواننده اهل ژاپن است. وی از سال ۲۰۰۵ میلادی تاکنون مشغول فعالیت بوده‌است.
او بیشتر برای ایفای نقش یوزوها اوساگی در مجموعه تلویزیونی نتفلیکس تحت عنوان آلیس در سرزمین مرزی، و ماکیماچی میسائو در فیلم سریالی شمشیرزن دوره‌گرد: جهنم کیوتو، و شمشیرزن دوره‌گرد: افسانه پایان می‌یابد شناخته شده‌است.